# Maršići
 Maršići  (olaszul: Marsici) falu Horvátországban Tengermellék-Hegyvidék megyében. Közigazgatásilag Malinska-Dubašnica községhez tartozik.

## Fekvése
Krk északnyugati részén Malinskától 2 km-re keletre az Omišaljt Krk városával összekötő út mellett fekszik. Itt ágazik el az út a sziget északkeleti része, Dobrinj és a Soline-öböl felé.

## Története
Nevét egykori lakóiról a Maršić családról kapta. 1857-ben 33, 1910-ben 37 lakosa volt. Az Osztrák–Magyar Monarchia bukását rövid olasz uralom követte, majd a település a Szerb–Horvát–Szlovén Királyság része lett. A második világháború idején előbb olasz, majd német csapatok szállták meg. A háborút követően újra Jugoszlávia, majd az önálló horvát állam része lett. 2011-ben 14 lakosa volt.

## Lakosság
| Lakosság változása | Lakosság változása | Lakosság változása | Lakosság változása | Lakosság változása | Lakosság változása | Lakosság változása | Lakosság változása | Lakosság változása | Lakosság változása | Lakosság változása | Lakosság változása | Lakosság változása | Lakosság változása | Lakosság változása | Lakosság változása |
| ------------------ | ------------------ | ------------------ | ------------------ | ------------------ | ------------------ | ------------------ | ------------------ | ------------------ | ------------------ | ------------------ | ------------------ | ------------------ | ------------------ | ------------------ | ------------------ |
| 1857               | 1869               | 1880               | 1890               | 1900               | 1910               | 1921               | 1931               | 1948               | 1953               | 1961               | 1971               | 1981               | 1991               | 2001               | 2011               |
| 33                 | 36                 | 48                 | 48                 | 37                 | 37                 | 36                 | 14                 | 13                 | 4                  | 9                  | 0                  | 5                  | 6                  | 10                 | 14                 |